# Sabulodes
Sabulodes is een geslacht van vlinders van de familie spanners (Geometridae), uit de onderfamilie Ennominae.

## Soorten
- S. acidaliata Guenée, 1858
- S. adumbrata Warren, 1895
- S. aegrotata Guenée, 1858
- S. arge Druce, 1891
- S. argyra Druce, 1891
- S. arnissa Druce, 1891
- S. arses Druce, 1891
- S. atropesaria Walker, 1860
- S. bilineata Warren, 1897
- S. boarmidaria Oberthür, 1883
- S. bolivaria Oberthür, 1911
- S. caberata Guenée, 1858
- S. cleodora Dognin, 1908
- S. cletiusaria Schaus, 1933
- S. colombiata Guenée, 1857
- S. convergens Bastelberger, 1911
- S. curta Rindge, 1978
- S. chiqua Schaus, 1901
- S. dentinata Guenée, 1858
- S. depile Rindge, 1978
- S. dissimilis Hulst, 1898
- S. dositheata Guenée, 1858
- S. duoangulata Cassino & Swett, 1923
- S. edwardsata (Hulst, 1886)
- S. exhonorata Guenée, 1858
- S. exsecrata Schaus, 1911
- S. franciscata Dognin, 1892
- S. gorgophonaria Oberthür, 1911
- S. gorgyraria Oberthür, 1911
- S. gortyniaria Oberthür, 1911
- S. himerata Guenée, 1858
- S. huachuca Rindge, 1978
- S. lachaumei Herbulot, 1988
- S. laticlavia Rindge, 1978
- S. lineata Schaus, 1911
- S. loba Rindge, 1978
- S. mabelata Sperry, 1948
- S. mastaura Druce, 1891
- S. matrica Druce, 1891
- S. matrona Druce, 1891

- S. meduana Druce, 1891
- S. mima Thierry-Mieg, 1894
- S. mimula Thierry-Mieg, 1894
- S. mucronis Rindge, 1978
- S. muscistrigata Guenée, 1858
- S. niveostriata Cockerell, 1893
- S. nubifera Schaus, 1911
- S. olifata Guedet, 1939
- S. ornatissima Thierry-Mieg, 1892
- S. plauta Rindge, 1978
- S. polydora Thierry-Mieg, 1892
- S. prolauta Rindge, 1978
- S. puebla Rindge, 1978
- S. pumilis Dognin, 1900
- S. pumilla Rindge, 1978
- S. rotundata Dognin, 1918
- S. sericeata Barnes & McDunnough, 1916
- S. setosa Rindge, 1978
- S. solola Rindge, 1978
- S. spoliata Grossbeck, 1908
- S. striata Rindge, 1978
- S. subalbata Dognin, 1914
- S. subcaliginosa Dognin, 1911
- S. subopalaria Walker, 1860
- S. thermidora Thierry-Mieg, 1894
- S. tinonaria Dognin, 1896
- S. triangula Rindge, 1978
- S. versiplaga Dognin, 1911
- S. wygodzinskyi Rindge, 1978